# I liga paragwajska w piłce nożnej (1910)
Mistrzem Paragwaju został klub Club Libertad, natomiast wicemistrzem Paragwaju został klub Atlántida SC.
Mistrzostwa rozegrano systemem każdy z każdym mecz i rewanż. Najlepszy w tabeli klub został mistrzem Paragwaju.
Na miejsce klubu Mbiguá Asunción awansował klub Club Sol de América.

## Primera División

### Tabela końcowa sezonu 1910
| Poz | Klub            |
| --- | --------------- |
| 1   | Club Libertad   |
| 2   | Atlántida SC    |
| 3   | Club Nacional   |
| 4   | Club Olimpia    |
| 5   | Mbiguá Asunción |
| 6   | Club Guaraní    |

Wobec równej liczby punktów zdobytych przez dwa najlepsze w tabeli kluby konieczne było rozegranie barażu, który rozstrzygnął o mistrzostwie Paragwaju.
| Data                | Mecz                                                |
| ------------------- | --------------------------------------------------- |
| 9 października 1910 | Club Libertad – Atlántida SC 2:1 Sędzia: José Massi |